# 环戊基环己烷
环戊基环己烷是一种有机化合物，化学式为C11H20。它可由1-（或5-）苯基-2,3-二氮杂二环[2.2.1]庚-2-烯的分解反应得到。它也是十氢萘的裂化产物之一，约占0.47 mol%。它在丁酸铅的存在下于90 °C可以被氧气氧化，生成1-氢过氧化-1-环己基环戊烷和1-氢过氧化-1-环戊基环己烷。